# Leszek Korzeniowski (ekonomista)
Leszek Fryderyk Korzeniowski (ur. 1951) – polski naukowiec, doktor habilitowany nauk ekonomicznych.
Uczestnik Operacji 1001-Frombork, za udział w której otrzymał w 1969 tytuł honorowego obywatela Miasta Fromborka. Członek zagraniczny Akademii Nauk Pedagogicznych Ukrainy. Od 2000 prezes stowarzyszenia European Association for Security. Członek zagraniczny Państwowej Akademii Nauk Pedagogicznych Ukrainy. Profesor honorowy Uniwersytetu w Perejasławiu. W 2014 otrzymał tytuł doktora honoris causa Państwowego Instytutu polityki rodzinnej i młodzieżowej Ministerstwa Młodzieży i Sporu Ukrainy.